# Albert-Wolfgang de Brandebourg-Bayreuth
Albert Wolfgang de Brandebourg-Bayreuth (8 décembre 1689 à Sulzbürg, qui fait maintenant partie de Mühlhausen – 29 juin 1734 à Parme) est un margrave de Brandebourg-Bayreuth, à partir de la branche de Kulmbach-Bayreuth de la Maison de Hohenzollern. Il sert comme général dans l'armée impériale.

## Biographie
Wolfgang Albert est le second fils du margrave Christian-Henri de Brandebourg-Culmbach (1661-1708) de son mariage avec Sophie-Christiane de Wolfstein (1667-1737), la fille du comte Albert Frédéric de Wolfstein à Sulzbürg. Lui et son frère aîné, Georges-Frédéric-Charles de Brandebourg-Bayreuth grandissent à Bielefeld. Ils étudient ensemble à l'Université d'Utrecht. Après son Grand Tour, par la France, l'Angleterre et l'Italie, il entre dans le service impérial.
Au cours de sa carrière militaire, il obtient le grade de Lieutenant-général. Lui et le maréchal Claude Florimond de Mercy sont tués lors d'une attaque sur le château Crocetta de Parme. Il est d'abord enterré dans la ville de Bayreuth; en 1742, son corps est transféré à l'Abbaye de Himmelskron, où sa sœur, la reine Sophie-Madeleine de Danemark érige un monument pour lui rendre hommage.